# Кораші
Кораші́ (каз. Қораши) — село складі Байганінського району Актюбінської області Казахстану. Входить до складу Кольтабанського сільського округу.
У радянські часи село називалось Караший.
Населення — 362 особи (2021; 482 у 2009, 548 у 1999, 520 у 1989).